# Kalkmagerrasen bei Roßbach
Die Kalkmagerrasen bei Roßbach liegen auf Bergkuppen und Hängen des Kleinalmeröder Hügellands im nordhessischen Werra-Meißner-Kreis. Auf deren flachgründigen Böden in der Zechsteinlandschaft hat sich ein artenreicher Magerrasen entwickelt, den Wacholderbestände und eine Vielfalt an Blütenpflanzen prägen. Um den selten gewordenen Graslandtyp, der aus historischen Landnutzungsformen entstanden ist, zu erhalten und dauerhaft zu sichern, wurden fünf Flächen zwischen den Orten Roßbach und Ellingerode zum Naturschutzgebiet erklärt. Später sind sie auch als ein als ein Flora-Fauna-Habitat(FFH)-Gebiet zu einem Teil des europaweiten Schutzgebietssystems „Natura 2000“ geworden, das die Erhaltung der biologischen Vielfalt zum Ziel hat.

## Lage
Zu dem geschützten Bereich gehören die fünf Teilgebiete „Großer Hesselberg“, „Auf dem Keßstieg“, „Der Ameisenkopf“, „Der Kalkrain“ und „Auf der Warte“ in den Gemarkungen der Ortsteile Dohrenbach, Ellingerode, Roßbach und Witzenhausen der Stadt Witzenhausen im nördlichen Teil des Werra-Meißner-Kreises. Das Schutzgebiet befindet sich im „Geo-Naturpark Frau-Holle-Land“ und wird naturräumlich dem Kleinalmeröder Hügelland (358.00) im Unteren Werrabergland (358) zugeordnet. An seiner Nord-, West- und Südseite wird es von dem Hinteren Kaufunger Wald (357.72), einer Untereinheit des Fulda-Werra-Berglands (357) umschlossen. Sie liegen alle in der Haupteinheitengruppe des „Osthessischen Berglands“.

## Vegetation
Die Kalkmagerrasen an den Hängen der Erhebungen des Schutzgebiets entstanden auf Verwitterungsböden der Zechstein-Sedimente. Weil die flachgründigen und humusarmen Böden ungeeignet für einen fruchtbaren Ackerbau waren, dienten sie früher der Beweidung mit Schafen und Ziegen. Durch die extensive Nutzung und die fehlende Düngung entwickelte sich der Lebensraumtyp der „Submediterranen Halbtrockenrasen“, den eine schüttere Vegetation mit zahlreichen seltenen und bedrohten Gewächsen kennzeichnet. In der alten, kleinräumig strukturierten Kulturlandschaft liegen die Kalkmagerrasenflächen neben Äckern, landwirtschaftlich genutztem Grünland und Streuobstwiesen, die vielerorts durch Hecken und Raine gesäumt werden. Vor allem die Süßkirschenbäume, die im Raum um Witzenhausen zu einem der größten und ältesten Kirschenanbaugebiete gehören, verleihen der Landschaft in ihrer Blütezeit und mit der Laubfärbung im Herbst einen besonderen Reiz.
Vegetationskundlich werden die großflächigen Bereiche im Schutzgebiet der Assoziation „Enzian-Schillergras-Rasen“ zugeordnet. Zu seinen charakteristischen Arten gehören die hier verbreitet wachsenden Stängellose Kratzdistel, Deutscher und Gewöhnlicher Fransenenzian, Gewöhnliches Zittergras, Echter Wiesenhafer, Dornige Hauhechel, Golddistel, Knolliger Hahnenfuß und Gewöhnlicher Hornklee. Mit Fieder-Zwenke, Schaf-Schwingel, Großes Schillergras, Gewöhnliches Zittergras, Echter Wiesenhafer, Frühlings- und Blaugrüne Segge sind auch die typischen Gräser in den Beständen vorhanden. Krautige Arten, die hier regelmäßig angetroffen werden, sind Echter Wundklee, Zypressen-Wolfsmilch, Kleines Habichtskraut, Purgier-Lein, Kleine Bibernelle, Frühlings-Fingerkraut, Kleiner Wiesenknopf, Tauben-Skabiose, Breitblättriger Thymian und Raues Veilchen.

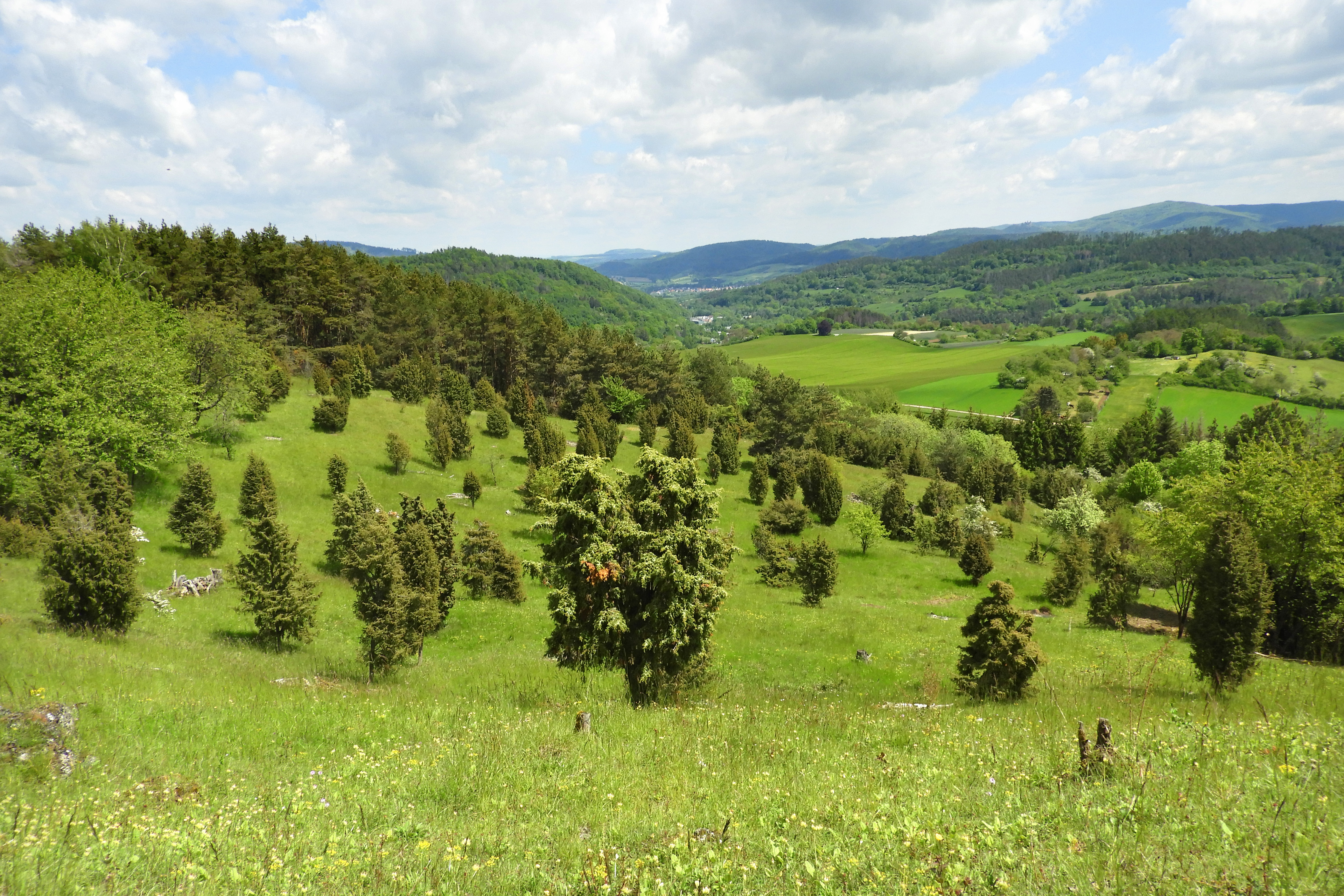
Blick über das Teilgebiet „Auf der Warte“ in das Gelstertal

Aus floristischer Sicht beeindrucken die Magerrasen durch ihren Orchideenreichtum. Hier wachsen Ohnhorn, Große Händelwurz, Großes Zweiblatt, Fliegen-Ragwurz, Helm-, Dreizähniges und Stattliches Knabenkraut, Grünliche Waldhyazinthe, Herbst-Wendelorchis, Bleiches Waldvöglein, Braunrote und Breitblättrige Stendelwurz. Sie sind in Hessen teilweise gefährdet, stehen auf der Vorwarnliste oder sind, wie die Herbst-Wendelorchis vom Aussterben bedroht. Im Mai und Juni blüht mit mehreren Zehntausend Exemplaren das Dreizähnige Knabenkraut auf den Teilflächen. Bundesweit ist es eines der größten Vorkommen dieser Art. Für die Erhaltung des Dreizähnigen Knabenkrauts und auch für die Fliegen-Ragwurz hat Hessen im Rahmen der Umsetzung von Zielen seiner Biodiversitätsstrategie eine besondere Verantwortung. Die meisten der heimischen Orchideen sind im Land selten bis sehr selten und genießen nach dem Bundesnaturschutzgesetz und der EU-Artenschutzverordnung einen besonderen Schutz.
Das Landschaftsbild der Magerrasenflächen wird von dem Wacholder bestimmt, der die Gestalt eines Baumes oder eines Strauches annehmen kann. Gegenüber anderen Gehölzen ist er sehr konkurrenzschwach und sein Vorkommen beschränkt sich vielerorts auf Standorte die durch Weidenutzung entstanden sind. Wegen seiner bis zu zwei Zentimeter langen, stechend spitzen Nadeln wird er von den Tieren nicht gefressen und wurde so zum charakteristischen Merkmal einer Kulturlandschaft, die von der Beweidung durch Schafe und Ziegen geprägt wurde. Die heute noch vorhandenen Magerrasen sind nur noch Überbleibsel des einst großflächig verbreiteten Biotoptyps. Mit der Nutzungsaufgabe verbuschen die sich selbst überlassenen Bereiche rasch. Mit einer Beweidung und partieller Entbuschung soll der Charakter der Magerrasen auch in Zukunft erhalten werden.

## Fauna
Von der Fülle an Blüten, Samen und Früchten der zahlreichen Pflanzenarten in den Magerrasen profitiert besonders die Fauna. Unter den Tagfaltern, die im Gebiet nachgewiesen wurden, waren Graubrauner Dickkopffalter, Roter und Kleiner Würfel-Dickkopffalter, Schwalbenschwanz, Hufeisenklee-Gelbling, Kaisermantel, Großer Perlmuttfalter, Perlgrasfalter, Kommafalter, Brombeerzipfelfalter, Goldene Acht sowie Zwergbläuling, Silbergrüner Bläuling und weitere Bläulinge. Sie gehören in Hessen in verschiedenen Gefährdungskategorien zu den Rote-Liste-Arten. Von Bedeutung ist das Vorkommen des Skabiosen-Scheckenfalters. Diese Art wird zwar nicht als „vom Aussterben bedroht“ eingestuft, hat hier im Schutzgebiet aber nur eine von landesweit zwei bekannten Populationen. Der auch Goldener Scheckenfalter genannte Schmetterling gehört zu den in Anhang II der FFH-Richtlinie aufgelisteten Tier- und Pflanzenarten von gemeinschaftlichem Interesse, für deren Erhaltung besondere Schutzgebiete ausgewiesen werden müssen.
Darüber hinaus sind mit der Kreuzkröte, der Schlingnatter und der Zauneidechse drei Anhang IV-Arten im Gebiet vertreten, die durch die FFH-Richtlinie und das Bundesnaturschutzgesetz unter strengem Schutz stehen, weil sie in ganz Europa gefährdet sind. Unter den vielen Vögeln, die in den Gebüschen des Gebiets brüten, gelten die Vorkommen von Neuntöter, Wendehals, Dorn- und Mönchsgrasmücke, Turteltaube und Nachtigall als bemerkenswert.

## Unterschutzstellung
Mit Verordnung vom 26. Dezember 1995 des Regierungspräsidiums in Kassel wurden die zwischen den Ortsteilen Roßbach und Ellingerode liegenden Kalkmagerrasen mit den angrenzenden Wiesen, Äckern und Wäldern zum Naturschutzgebiet erklärt. Mit der Unterschutzstellung sollten „die selten gewordenen, weitgehend offenen Kalkmagerrasen“ mit den angrenzenden Flächen in der „vielfältigen, historisch gewachsenen Kulturlandschaft“ bewahrt sowie seltenen und gefährdeten Pflanzen- und Tierarten mit ihren Standorten und Lebensräumen dauerhaft geschützt werden. Das Schutzgebiet mit einer Größe von 55,11 Hektar hat die nationale Kennung 1636030 und den WDPA-Code 163987.
Mit gleichen Grenzen und Erhaltungszielen wurde das fünfteilige Naturschutzgebiet im April 1999 im Rahmen der Umsetzung der FFH-Richtlinie der Europäischen Union der EU-Kommission für das länderübergreifende Netz besonderer Schutzgebiete „Natura 2000“ gemeldet. Die Schutzwürdigkeit wurde mit der „bedeutenden Ausprägung von Kalkmagerrasen“ in verschiedenen Sukzessionsstadien und mit artenreichen Säumen begründet sowie mit der Vielzahl seltener und gefährdeter Tier- und Pflanzenarten, die in den „Relikten der ehemaligen großflächigen Hutelandschaft im Mittelgebirge“ ihren Lebensraum haben. Neben dem Gebietsmanagement und dem damit verbundenen Monitoring forderte die EU eine förmliche Schutzerklärung, die im Januar 2008 mit der „Verordnung über Natura 2000-Gebiete in Hessen“ erfolgte. Das FFH-Gebiet hat die Gebietsnummer 4624-302 und den WDPA-Code 555519942.

## Besucherhinweis

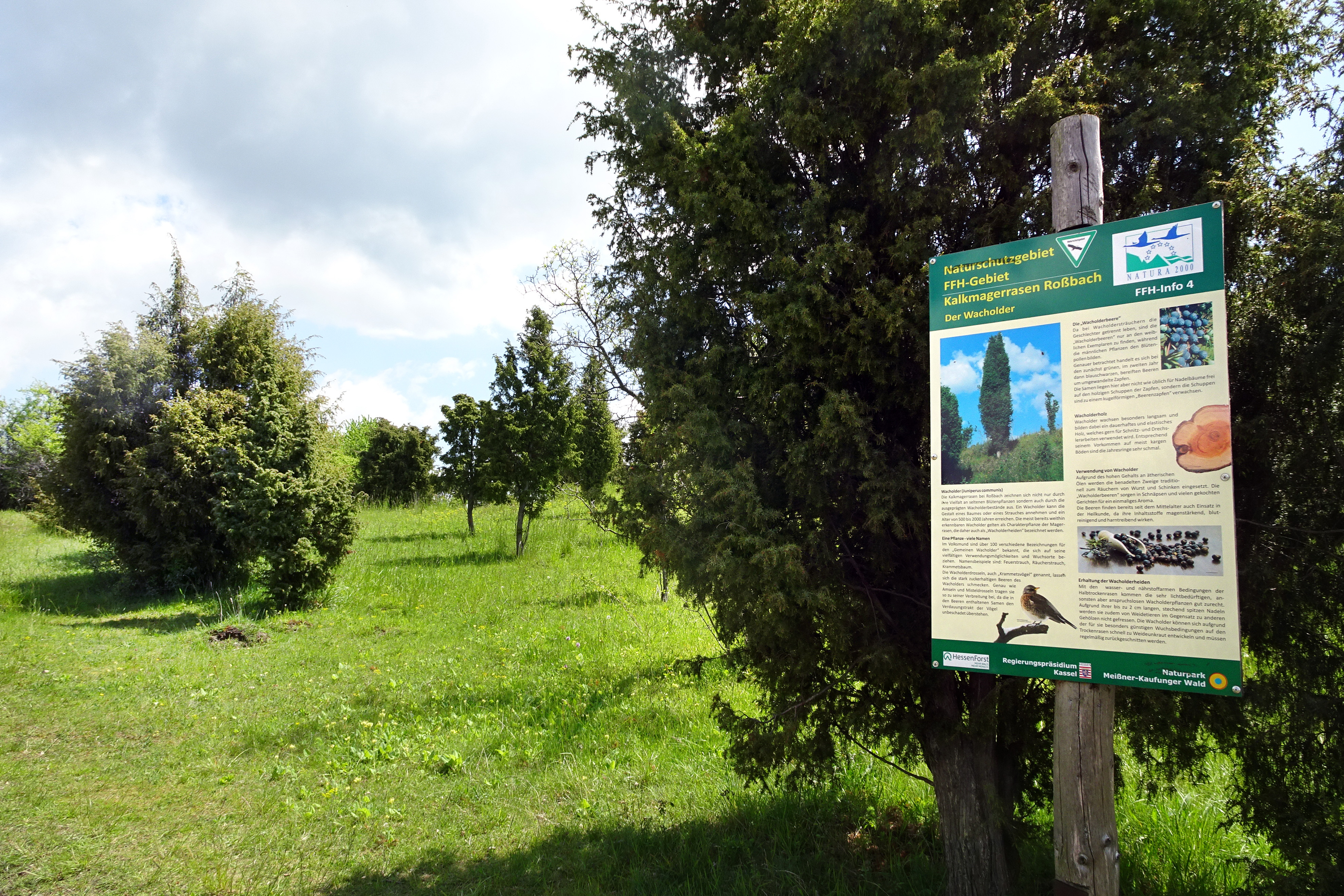
Schautafeln entlang des „Wacholderpfades“ informieren über die Besonderheiten des Gebiets

- Das Gebiet kann über einige örtliche Wirtschaftswege und Wanderpfade betreten werden.
- Der Premiumwanderweg P9 „Wacholderpfad Roßbach“ des Geo-Naturparks Frau-Holle-Land verläuft in stetigem Auf und Ab durch mehrere Bereiche des Naturschutzgebiets und bietet viele Ausblicke. Der rund zwölf Kilometer lange Rundweg wurde wegen seiner Qualität mit dem Wandersiegel des Deutschen Wanderinstituts ausgezeichnet. Wegen einiger Steigungen wird die Tour als mittelschwer eingestuft.[13]
- Ein kurzer Abstecher von dem Wanderweg P9 führt zu dem „Verlorenen Bach“, einer Bachschwinde, in der das Wasser eines kleinen Baches plötzlich im Boden versickert und es bisher nicht bekannt ist, ob und wo es wieder zutage tritt.